# Kantons van Yvelines
Het departement Yvelines in Frankrijk omvat, sinds de hervorming van de kantons die bij wet doorgevoerd werd in 2013 en voor het eerst toegepast bij de departementsverkiezingen van maart 2015, nog 21 in plaats van 39 kantons. In een aantal gevallen werden afgeschafte kantons in hun geheel toegevoegd aan reeds bestaande kantons, in andere gevallen werden de gemeenten van afgeschafte kantons verdeeld over verschillende bestaande kantons of werden geheel nieuwe kantons gevormd. De kantons van Yvelines worden hieronder genoemd.
Het beoogde doel van de hervorming was kantons te vormen die naar inwoneraantal vergelijkbaar groot zijn, maximaal 20% afwijking van het gemiddelde voor het departement, zodat de vertegenwoordiging van elk kanton in de departementsraad, twee als koppel verkozen raadsleden per kanton, voortaan ook ongeveer een gelijk aantal inwoners zou vertegenwoordigen.
Ieder departement van Frankrijk heeft een officiële eigen code, die van Yvelines is het 98. Het aantal inwoners van Yvelines bedraagt 1.448.625, dat betekent gemiddeld ongeveer 69.000 per kanton.

## Kantons van het departement Yvelines na de hervorming van 2013

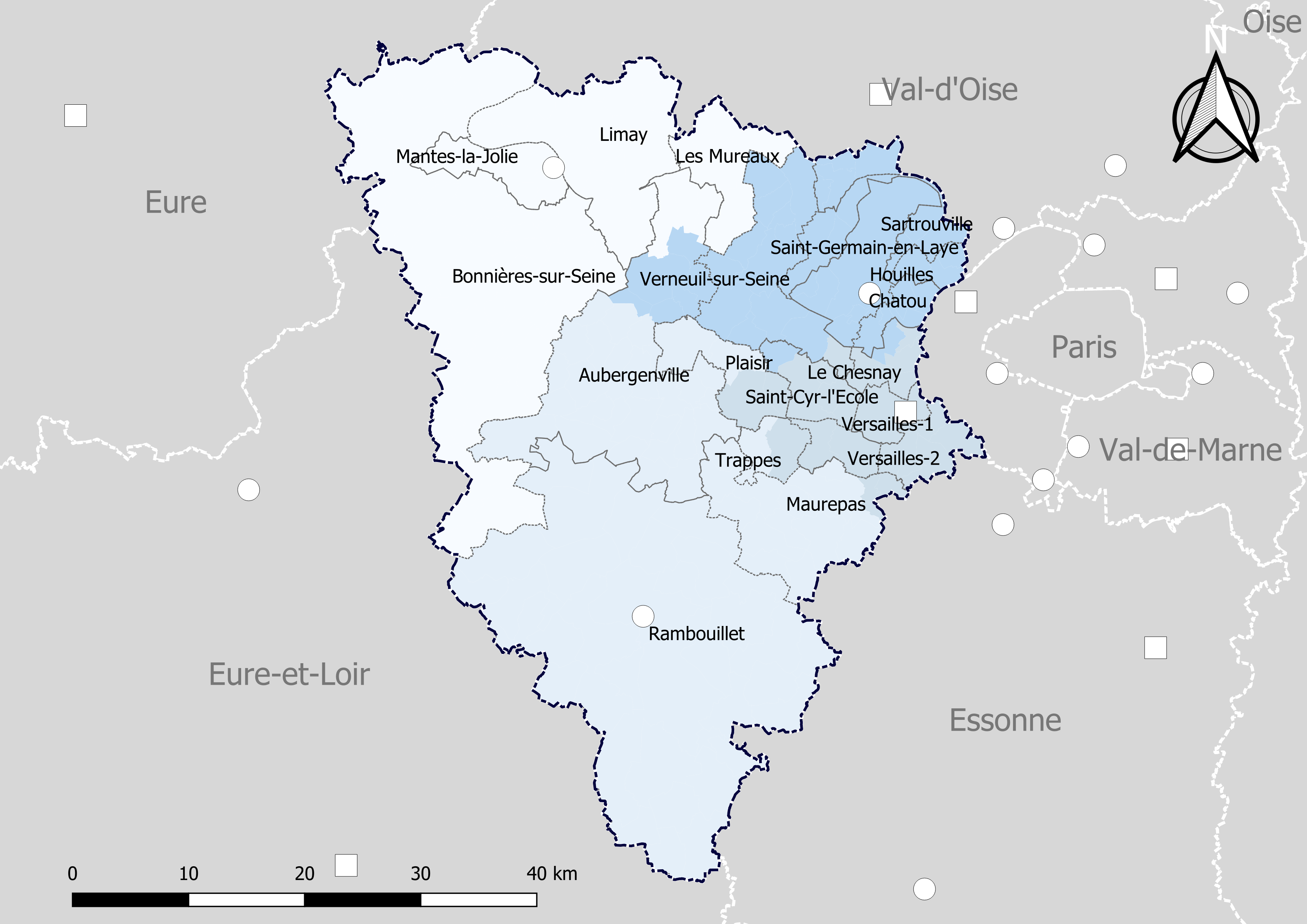
Kantons van Yvelines met in blauwtinten de arrondissementen.
Mantes-la-Jolie
Saint-Germain-en-Laye
Versailles
Rambouillet

Bij de hervorming van de kantons werd geen rekening gehouden met de bestaande arrondissementsgrenzen, als gevolg hiervan liggen kantons niet langer steeds binnen eenzelfde arrondissement.
| Kanton | Kanton                   | Inwoners 2019 | Aantal gemeenten |
| ------ | ------------------------ | ------------- | ---------------- |
| 1      | Aubergenville            | 70.910        | 40               |
| 2      | Bonnières-sur-Seine      | 59.776        | 70               |
| 3      | Chatou                   | 77.993        | 5                |
| 4      | Le Chesnay-Rocquencourt  | 71.684        | 5                |
| 5      | Conflans-Sainte-Honorine | 63.678        | 4                |
| 6      | Houilles                 | 62.970        | 3                |
| 7      | Limay                    | 57.071        | 20               |
| 8      | Mantes-la-Jolie          | 81.105        | 5                |
| 9      | Maurepas                 | 69.942        | 16               |
| 10     | Montigny-le-Bretonneux   | 61.753        | 2                |
| 11     | Les Mureaux              | 60.003        | 10               |
| 12     | Plaisir                  | 57.244        | 4                |
| 13     | Poissy                   | 77.357        | 3                |
| 14     | Rambouillet              | 79.127        | 36               |
| 15     | Saint-Cyr-l'École        | 61.463        | 6                |
| 16     | Saint-Germain-en-Laye    | 75.325        | 7                |
| 17     | Sartrouville             | 82.420        | 3                |
| 18     | Trappes                  | 64.655        | 3                |
| 19     | Verneuil-sur-Seine       | 73.374        | 13               |
| 20     | Versailles-1             | 64.177        | 1                |
| 21     | Versailles-2             | 76.180        | 6                |
|        |                          |               | 261              |

De gemeente Versailles wordt verdeeld onder de kantons Versailles-1 en Versailles-2. De som van het boven genoemde aantal gemeenten komt dus op 262 uit. Versailles wordt dubbel geteld. De nummering is geen officiële nummering.

## Kantons van het departement Yvelines voor de hervorming van 2013
| Arrondissement | Arrondissement        | Kanton | Kanton                     |
| -------------- | --------------------- | ------ | -------------------------- |
| 1              | Mantes-la-Jolie       | 1      | Aubergenville              |
| 1              | Mantes-la-Jolie       | 2      | Bonnières-sur-Seine        |
| 3              | Saint-Germain-en-Laye | 3      | Celle-Saint-Cloud          |
| 3              | Saint-Germain-en-Laye | 4      | Chatou                     |
| 2              | Rambouillet           | 5      | Chevreuse                  |
| 3              | Saint-Germain-en-Laye | 6      | Conflans-Sainte-Honorine   |
| 1              | Mantes-la-Jolie       | 7      | Guerville                  |
| 1              | Mantes-la-Jolie       | 8      | Houdan                     |
| 3              | Saint-Germain-en-Laye | 9      | Houilles                   |
| 1              | Mantes-la-Jolie       | 10     | Limay                      |
| 3              | Saint-Germain-en-Laye | 11     | Maisons-Laffitte           |
| 1              | Mantes-la-Jolie       | 12     | Mantes-la-Jolie            |
| 3              | Saint-Germain-en-Laye | 13     | Marly-le-Roi               |
| 1              | Mantes-la-Jolie       | 14     | Meulan-en-Yvelines         |
| 2              | Rambouillet           | 15     | Montfort-l'Amaury          |
| 3              | Saint-Germain-en-Laye | 16     | Poissy-Nord                |
| 3              | Saint-Germain-en-Laye | 17     | Poissy-Sud                 |
| 2              | Rambouillet           | 18     | Rambouillet                |
| 2              | Rambouillet           | 19     | Saint-Arnoult-en-Yvelines  |
| 3              | Saint-Germain-en-Laye | 20     | Saint-Germain-en-Laye-Nord |
| 3              | Saint-Germain-en-Laye | 21     | Saint-Germain-en-Laye-Sud  |
| 3              | Saint-Germain-en-Laye | 22     | Saint-Nom-la-Bretèche      |
| 3              | Saint-Germain-en-Laye | 23     | Sartrouville               |
| 4              | Versailles            | 24     | Trappes                    |
| 3              | Saint-Germain-en-Laye | 25     | Triel-sur-Seine            |
| 4              | Versailles            | 26     | Versailles-Nord            |
| 4              | Versailles            | 27     | Versailles-Nord-Ouest      |
| 4              | Versailles            | 28     | Montigny-le-Bretonneux     |
| 4              | Versailles            | 29     | Versailles-Sud             |
| 3              | Saint-Germain-en-Laye | 30     | Le Vésinet                 |
| 4              | Versailles            | 31     | Viroflay                   |
| 4              | Versailles            | 32     | Le Chesnay                 |
| 1              | Mantes-la-Jolie       | 33     | Mantes-la-Ville            |
| 2              | Rambouillet           | 34     | Maurepas                   |
| 3              | Saint-Germain-en-Laye | 35     | Le Pecq                    |
| 4              | Versailles            | 36     | Saint-Cyr-l'École          |
| 4              | Versailles            | 37     | Vélizy-Villacoublay        |
| 4              | Versailles            | 38     | Plaisir                    |
| 3              | Saint-Germain-en-Laye | 39     | Andrésy                    |